# 盧瑋
盧瑋（1620年—1645年10月4日），字性之、渭璜，浙江台州府臨海縣人，明朝、南明軍事人物。

## 生平
盧瑋祖先是餘姚人，父親徙居台州；他最初是臨海諸生，很快捨棄，到崇禎十五年（1642年）中武舉人，次年（1643年）聯捷武進士，擔任山西操捕都司，因李自成攻陷北京，路途受阻未就任。之後他前往南京，再轉往台州，魯王朱以海起兵時跟隨出江，獲授浙江參將。
弘光元年（1645年）八月十六日，盧瑋出師錢塘江有斬獲，不久後軍不繼，陷於興西淖，未及上船敵軍湧至，因此被數十刀斬死。他外型英挺玉立，說話聲音有力，義形於色，指畫能切中時要，死時二十六歲。

## 引用
1. 1 2  民國《台州府志·卷十百十二·人物十三》：（隆武元年八月五日）參將盧瑋奮擊，敵辟易，簇騎攢之，與（胡）陞、孫光祖、周宗鎬俱被數十刃死……瑋，字性之，臨海人。崇禎十六年武進士。歷山西操捕都司、浙江參將。隆武元年八月十六日，戰錢江，師不繼，死興西淖中，年二十六。
2. ↑  民國《台州府志·卷二十九·選舉表九》：（崇禎）十六年癸未（武進士） 盧瑋 有傳，以上見康熙《臨海志》……十五年壬午科（武舉人） 盧瑋 癸未進士，見康熙《臨海志》
3. ↑  民國《台州府志·卷百十二·人物十三 忠義二》：盧瑋，字性之，一字渭璜，其先餘姚人，從其父徙居台州。補臨海諸生，旋棄去。 《成仁錄》 中崇禎十六【五】年武科舉人，明年登進士，授山西操捕都司；李賊陷京師，道沮未之任。 康熙《臨海志》 閒關歷南都達台會，魯王起兵台州，尋從出江干，授浙江參將。乙酉八月十六日，出師舍州戰錢塘江上，頗有斬獲。以師不繼乘勝歸陷於淖，未及舟而敵掩至，攢愬死之。瑋英挺玉立，語音琅琅，義形於色，指畫切時要，死時二十六。 《成仁錄》